# نوتسن
نوتسن (به آلمانی: Nützen) یک شهر در آلمان است که در زگه‌برگ واقع شده‌است. نوتسن ۱٬۱۷۲ نفر جمعیت دارد.